# Oxytropis astragaloides
Oxytropis astragaloides är en ärtväxtart som beskrevs av Antonina Georgievna Borissova. Oxytropis astragaloides ingår i släktet klovedlar, och familjen ärtväxter. Inga underarter finns listade i Catalogue of Life.